# ولسوالی خانقاه
خانقاه یا خانگاه یکی از ولسوالی‌های ولایت جوزجان در شمال افغانستان است. جمعیت آن در سال ۲۰٢٠ میلادی، ٢۶٬٠٣۶ نفر اعلام شده‌است. ولسوالی خانقاه در ۴۵ کیلومتری شرق شهر شبرغان واقع است. در شرق و جنوب با ولسوالی فیض آباد، در شمال با ولسوالی آقچه و  در غرب با شهر شبرغان، سرحد دارد.